# 天水駅
天水駅（てんすいえき、中文表記: 天水火车站、英文表記: Tianshui Railway Station）は中華人民共和国天水市麦積区一馬路にある中国鉄路総公司（CR）蘭州鉄路局が管轄する駅である。中華民国が大陸を統治していた時代に建てた最後の駅の一つで、その当時は中国で最西端の駅であった。

## 駅構造
単式ホーム1面、島式ホーム2面を持つ地上駅である。

## 所属路線
- 中国鉄路総公司
  - 隴海線：連雲駅起点より1,411km、蘭州駅終点まで348km

## 利用状況
本駅は蘭新線の旅客、貨物を扱う一等駅で、各種別を含め2010年1月現在、毎日70本の旅客列車が発着する。

## 歴史
- 1945年 - 隴海線の宝鶏～天水間の開通[2]に伴い開業した。当時は丙等駅であった[3]。
- 1952年10月 - 隴海線の天水～蘭州間が開通した[4]。二等駅となった[3]。
- 1954年8月 - 天水～蘭州間が正式運営を開始した[4]。
- 1989年6月 - 新駅舎を使用開始した[3]。
- 1990年12月 - 一等駅となった[3]。

## 隣の駅
中国鉄路総公司
隴海線
社棠駅 - 天水駅 - 槐樹湾駅